# High1 Resort
High1 Resort  (en coréen : 하이원 리조트) est un complexe touristique comprenant essentiellement une station de ski, un casino et un golf de 18 trous (en été).
Il appartient à l'entreprise Kangwon Land détenue essentiellement par le ministère du Commerce, de l'Industrie et de l'Energie de la Corée du Sud et le gouvernement provincial du Gangwon. Il se situe dans la petite ville de Gohan du district de Jeongseon dans les monts Taebaek qui s'élèvent dans l'est de la péninsule coréenne.
Les pistes de High1 s'étendent essentiellement sur le Jijangsan qui culmine à 1345 mètres d'altitude et offre une longue et large piste de plus de 4 km particulièrement bien adaptée pour les débutants,.